# Ariana Greenblatt
Ariana Greenblatt, född 27 augusti 2007 i New York, är en amerikansk skådespelare.
Hon har medverkat i flera filmer och TV-serien såsom Liv och Maddie, Avengers: Infinity War och Awake. År 2023 spelade hon en av de ledande rollerna i såväl filmen 65 som i filmen om Barbie.

## Filmografi (i urval)
- 2015 – Liv och Maddie (TV-serie)
- 2018 – Avengers: Infinity War
- 2020 – Love and Monsters
- 2020 – Scoob!
- 2021 – Awake
- 2023 – 65
- 2023 – Barbie
- 2024 – Borderlands
- 2025 – Fear Street: Prom Queen
- 2025 – Now You See Me: Now You Don't